# Aspidifrontia hemileuca
Aspidifrontia hemileuca là một loài bướm đêm trong họ Noctuidae.